# Chirocephalus hardingi
Chirocephalus hardingi är en kräftdjursart som beskrevs av Brtek 1965. Chirocephalus hardingi ingår i släktet Chirocephalus och familjen Chirocephalidae. Inga underarter finns listade i Catalogue of Life.